# Вермилијон (језеро)
Вермилијон (енгл. Lake Vermillion) је језеро у Сједињеним Америчким Државама. Налази се на територији америчке савезне државе Минесота. Површина језера износи 163 km².